# Microsilpha
Microsilpha  (лат.) — род жуков-стафилинид, единственный в составе подсемейства Microsilphinae  Crowson, 1950. Мелкие тёмнобурые жуки с булавовидными усиками. Ранее рассматривались в составе семейства Silphidae. Распространены в Южном полушарии.

## Систематика
В 2020 году в результате молекулярно-филогенетических исследований митохондриальных геномов выявлено, что подсемейство Microsilphinae должно быть включено в состав Omaliinae (вместе с Empelinae и Glypholomatinae).
- Род Microsilpha Broun, 1886 (=Micragyrtes; =Acruliodema)
  - Microsilpha argentina (Scheerpeltz, 1972; Acruliodema) [comb. Newton & Thayer (1995: 291)] — Аргентина
  - Microsilpha litorea Broun, 1886 — Австралия, Новая Зеландия
  - Microsilpha ocelligera (Champion, 1918; Micragyrtes) [comb. Newton & Thayer (1995: 291)] — Аргентина, Чили
  - Microsilpha topali (Scheerpeltz, 1972; Acruliodema) [comb. Newton & Thayer (1995: 291)] — Аргентина